# Raman Pietrushenka
Raman Pietrushenka (n. 25 decembrie 1980, Kalinkavičy⁠(d), RSS Bielorusă, URSS) este un caiacist ce a reprezentat Belarus, medaliat olimpic. A participat la 3 ediții ale Jocurilor Olimpice (2004, 2008, 2012) în care a câștigat o medalie de aur, o medalie de argint și două medalii de bronz.